# Ágios Zacharías (Kastoriá)
Ágios Zacharías, en grec moderne : Άγιος Ζαχαρίας, était un village fondé à proximité du monastère du même nom, dans le dème de Nestório, district régional de Kastoriá, en Macédoine-Occidentale, Grèce.